# Aziz Ansah
Aziz Ansah (ur. 7 października 1980) – ghański piłkarz grający na pozycji obrońcy.

## Kariera klubowa
Karierę piłkarską Ansah rozpoczął w klubie Cowlane Babies Colts, a następnie został piłkarzem Great Olympics z Akry. W 1998 roku zadebiutował w jego barwach w pierwszej lidze ghańskiej. W 2000 roku odszedł do belgijskiego KRC Harelbeke, w którym rozegrał dwa spotkania i zdobył jednego gola w pierwszej lidze belgijskiej. W sezonie 1999/2000 był zawodnikiem SSC Napoli, występującego w Serie B.
W 2000 roku Ansah wrócił do Ghany i przez rok grał w Great Olympics. Z kolei w latach 2001–2004 występował w Asante Kotoko z Kumasi. W barwach Asante wystąpił w dwóch finałach afrykańskich pucharów: Pucharu Zdobywców Pucharów w 2002 roku i Pucharu Konfederacji w 2004 roku. W 2004 roku grał w FC Aszdod z Izraela, a w 2005 powrócił do Asante Kotoko, którego był piłkarzem do 2007 roku. Z kolei w sezonie 2007/2008 znów grał w Great Olympics.
W 2008 roku Ansah podpisał kontrakt z nigeryjskim Heartland FC. W 2009 roku wystąpił z nim w finale Ligi Mistrzów (2:1, 0:1 z TP Mazembe). Na początku 2010 roku odszedł do FC Dallas. W tamtym roku grał też w Asante Kotoko.

## Kariera reprezentacyjna
W reprezentacji Ghany Ansah zadebiutował w 2002 roku. W 2006 roku podczas Pucharu Narodów Afryki 2006 był w kadrze Ghany rezerwowym i nie rozegrał żadnego spotkania.